# Megachalcis fumipennis
Megachalcis fumipennis är en stekelart som beskrevs av Cameron 1903. Megachalcis fumipennis ingår i släktet Megachalcis och familjen bredlårsteklar. Inga underarter finns listade i Catalogue of Life.